# Iwanna Israiłowa
Iwanna Israiłowa (ros.: Иванна Исраилова; ur. 4 lutego 1986 w Taszkencie) – uzbecka tenisistka od 2006 roku reprezentująca Rosję.

## Ranking na koniec roku

### W grze pojedynczej
| 2002 | 2003 | 2004 | 2005 | 2006 | 2007 |
| ---- | ---- | ---- | ---- | ---- | ---- |
| 1161 | 506  | 625  | 672  | 625  | 982  |

### W grze podwójnej
| 2002 | 2003 | 2004 | 2005 | 2006 | 2007 |
| ---- | ---- | ---- | ---- | ---- | ---- |
| 457  | 353  | 458  | 386  | 642  | 726  |

## Turnieje rangi ITF
| turnieje z pulą nagród 100 000 $ |
| turnieje z pulą nagród 75 000 $  |
| turnieje z pulą nagród 50 000 $  |
| turnieje z pulą nagród 25 000 $  |
| turnieje z pulą nagród 15 000 $  |
| turnieje z pulą nagród 10 000 $  |

### Gra pojedyncza 3 (0-3)
| Rezultat   |    | Data       | Turniej            | ($)    | Naw.          | Przeciwniczka    | Wynik      |
| Finalistka | 1. | 14/06/2003 | Seul               | 10 000 | Twarda        | Chuang Chia-jung | 2:6, 2:6   |
| Finalistka | 2. | 01/07/2005 | Kingston upon Hull | 10 000 | Twarda (hala) | Katie O’Brien    | 4:6, 4:6   |
| Finalistka | 3. | 02/07/2006 | Amarante           | 10 000 | Twarda        | Natalija Orłowa  | 4:6, krecz |

### Gra podwójna 4 (2-2)
| Rezultat     |    | Data       | Turniej        | ($)    | Naw.    | Partnerka          | Przeciwniczki                               | Wynik         |
| Zwyciężczyni | 1. | 15/02/2003 | Ćennaj         | 10 000 | Twarda  | Akgul Amanmuradova | Rushmi Chakravarthi Sai Jayalakshmy Jayaram | 6:4, 6:1      |
| Finalistka   | 1. | 10/08/2003 | Vigo           | 10 000 | Ceglana | Raissa Gourevitch  | Marta Fraga Maria-Pilar Sánchez-Alayeto     | walkower      |
| Finalistka   | 2. | 31/07/2005 | Horb am Neckar | 10 000 | Ceglana | Jelena Czałowa     | Lucie Kriegsmannová Zuzana Zálabská         | 4:6, 3:6      |
| Zwyciężczyni | 2. | 08/08/2005 | Bad Saulgau    | 10 000 | Ceglana | Jelena Czałowa     | Darija Jurak Sandra Martinović              | 6:4, 4:6, 6:4 |

## Występy w juniorskich turniejach wielkoszlemowych

### W grze podwójnej
| Końcowy wynik | Rok  | Turniej | Nawierzchnia | Partnerka           | Przeciwniczki                   | Wynik półfinału |
| Półfinalistka | 2002 | US Open | Twarda       | Jewgienija Liniecka | Elke Clijsters Kirsten Flipkens | 3:6, 4:6        |